# Estoloides longicornis
Estoloides longicornis är en skalbaggsart som beskrevs av Stephan von Breuning 1940. Estoloides longicornis ingår i släktet Estoloides och familjen långhorningar.
Artens utbredningsområde är Panama. Inga underarter finns listade i Catalogue of Life.